# Fuss and Feathers (film 1909)
Fuss and Feathers è un cortometraggio muto del 1909 diretto da Edwin S. Porter.

## Trama
Per il giorno di Pasqua, la signora Bangs compera un cappello che è un trionfo di piume. Orgogliosa, lo mostra al marito che però ha da dire sulle sue stravaganze. I due si beccano e il signor Bangs, sconfitto, cerca un angolo dove stare tranquillo ma non riesce a trovarlo. Nervosamente, si accende una sigaretta e finisce per dar fuoco a un cuscino. Per spegnere le fiamme, usa il cappello nuovo della moglie, rovinandolo. Sentendo dei passi che si avvicinano, Bangs cerca di nascondersi e fugge dalla finestra, finendo con lo sporcarsi con la pittura fresca che sta dando un imbianchino. Dopo aver rovesciato il barattolo di vernice, Bangs viene inseguito dal pittore che lo acchiappa nella sua camera. La signora Bangs chiede spiegazioni su quello che sta accadendo e salta fuori il cappello completamente rovinato. Furibonda, la donna si getta sul marito, soffocandolo con lo piume finché lo sventurato non chiede pietà.

## Produzione
Il film fu prodotto dalla Edison Manufacturing Company.

## Distribuzione
Distribuito dalla Edison Manufacturing Company, il film - un cortometraggio di 185 metri - uscì nelle sale cinematografiche statunitensi il 7 maggio 1909. Nelle proiezioni, veniva programmato con il sistema dello split reel, accorpato in un'unica bobina con un altro cortometraggio prodotto dalla Edison, la commedia The Doctored Dinner Pail.